# Clappia umbilicata
Clappia umbilicata, là một loài ốc nước nhỏ trong họ Hydrobiidae.
Loài này đặc hữu của Hoa Kỳ. Môi trường sống tự nhiên của chúng là sông.

## Hình ảnh

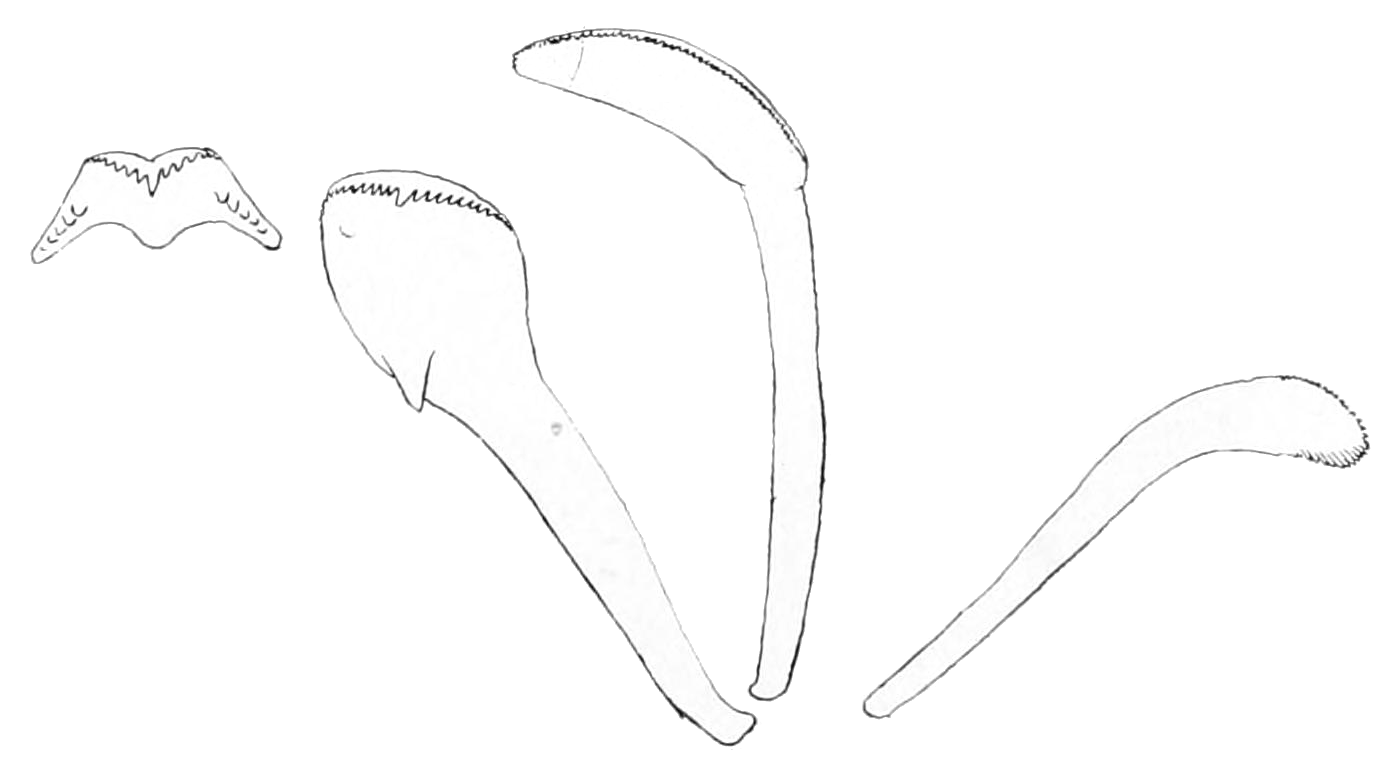
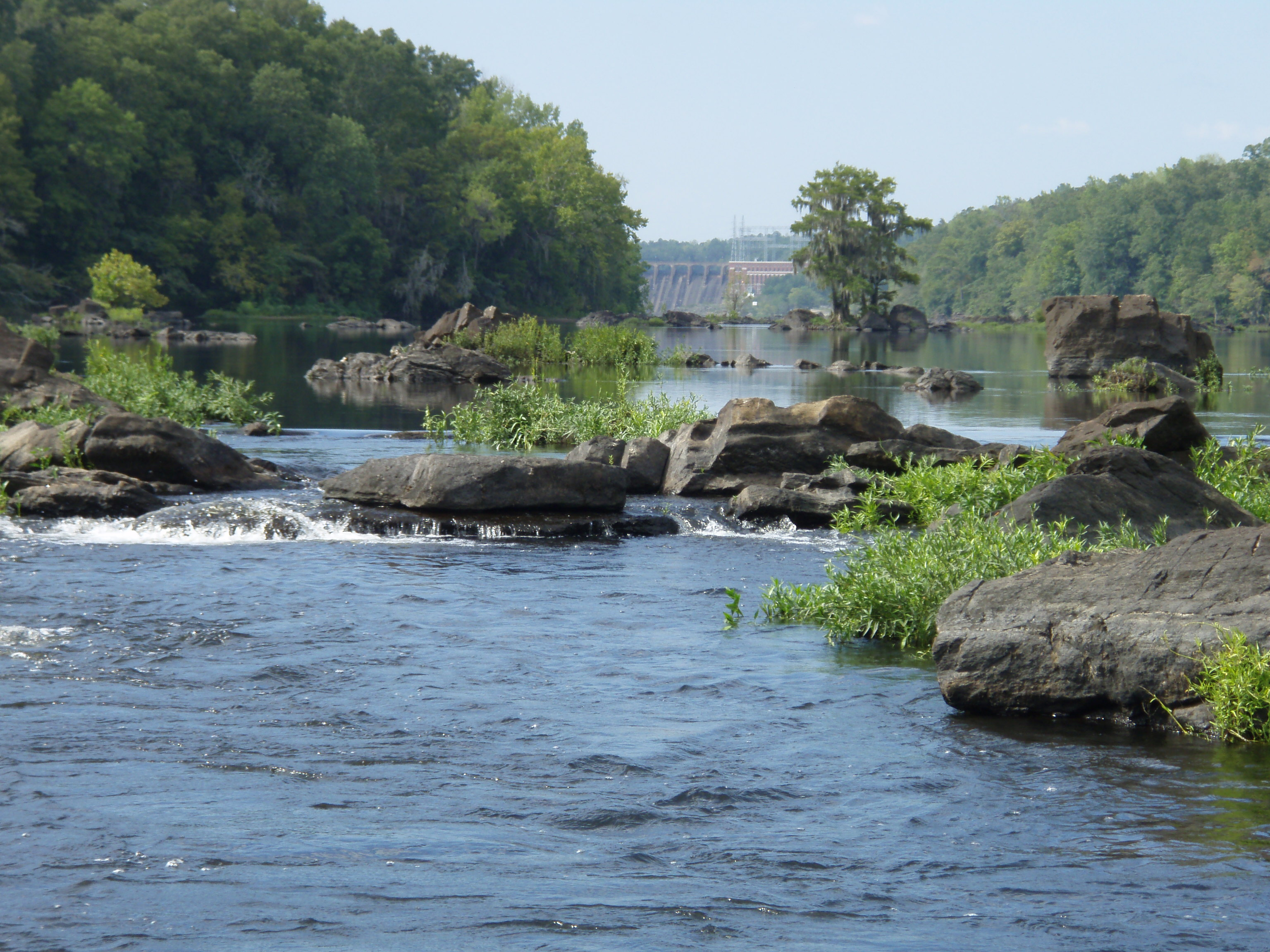